# Viscosità di volume
La viscosità di volume, viscosità dilatazionale, seconda viscosità o, dall'inglese, bulk viscosity, è un coefficiente presentato dalle equazioni di Navier-Stokes scritte per fluidi compressibili. Indicata con la lettera greca lambda (λ).
{\displaystyle \rho \left({\frac {\partial \mathbf {v} }{\partial t}}+\mathbf {v} \cdot \nabla \mathbf {v} \right)=-\nabla p+\mu \nabla ^{2}\mathbf {v} +\rho \mathbf {g} +(\mu /3+\lambda )\nabla (\nabla \cdot \mathbf {v} )}
Questo parametro scompare quando l'equazione viene scritta per fluidi incomprimibili, dove la divergenza del flusso è nulla (trascurabile).
La viscosità dilatazionale è un parametro che si aggiunge alla viscosità dinamica μ e diventa importante quando la compressibilità del flusso è essenziale, come nelle onde d'urto e la propagazione del suono. Questo parametro appare nella legge di Stokes che descrive la propagazione del suono nei fluidi newtoniani.
La viscosità dilatazionale della maggior parte dei fluidi è stimata con scarsa accuratezza. Nel caso dell'acqua, alla temperatura di 15 °C è pari a 3,09 centipoise.